# Ляліков Юрій Сергійович
Ляліков Юрій Сергійович (2 квітня 1909—12 жовтня 1976) — радянський хімік, академік АН Молдови (з 1965).

## Біографія
Народився в Катеринославі (нині Дніпро). Одержав фізико-хіміко-математичну вищу освіту у Дніпропетровську (1932).
У 1932—1941 рр. працював у Дніпропетровському металургійному інституті.
У 1941—1943 рр. — в Магнітогорському металургійному технікумі.
З 1952 р. — в Кишинівському університеті, одночасно з 1957 — в Інституті хімії АН Молдови.
Основні наукові зацікавленості: полярографічний метод аналізу, комплексоутворення в аналітичній хімії. Розробив методи аналізу напівпровідникових матеріалів.

## Основні праці
- «Фізико-хімічні методи аналізу» підручник. 1948,. 5-е вид 1974.